# Вовк Володимир
Володимир Вовк (9 січня 1977, Прага, Чехія — 28 грудня 2022, Україна) — український військовослужбовець.

## Життєпис
Народився у Прагі, Чехія, у сім'ї військовослужбовця. Навчався у 14 школі потім закінчив державний навчальний заклад «Львівське вище професійне політехнічне училище». Після проходив військову службу у Одесі. Працював працівником заправки. Був у зоні ООС у 2019 році. Після початку російського вторгнення в Україну пішов військовим у 110 бригаду. Загинув 28 грудня 2022 року.
В Володимира залишились батько, сестра, дружина та двоє синів.